# ジョンソンシティ (テネシー州)
ジョンソンシティ（英: Johnson City）は、アメリカ合衆国テネシー州のワシントン郡にある都市。人口は7万1049人（2020年）。市域の一部は
カーター郡、サリバン郡郡に跨る。アパラチア山脈の山中にある。
雑誌「フォーブス」に拠れば、全米で「事業とキャリアのための小さな場所」リストの第14位に挙げられた。出版社「キップリンガー」では、「全米で生活のための費用が少ない都市10傑」の第5位に挙げられた。これには生活費が安く、入手可能な家、平均以下の光熱費、交通費、医療費が貢献していた。
ジョンソンシティはジョンソンシティ都市圏の中核であり、この都市圏にはカーター郡、ユニコイ郡、ワシントン郡が含まれている。さらに広く、ジョンソンシティ・キングスポート・ブリストル広域都市圏にも含まれると見なされ、この広域都市圏は通常トリシティーズ地域と呼ばれている。

## 歴史
伝説に拠りテネシー州最初の開拓者と見なされているウィリアム・ビーンが、1769年にジョンソンシティに近いブンーズ・クリーク沿いにその小屋を建てた。
1780年代、ジョン・ティプトン大佐（1730年-1813年）が、現在のジョンソンシティの直ぐ外に農場を造った（現在はティプトン・ヘインズ州立歴史史跡）。フランクリン国を建国する動きがあった時、ティプトンは王党派の指導者であり、別の国を作るよりもノースカロライナ州の一部に留まろうとしていた。1788年2月、ティプトンの農園で、ティプトンの指揮する部隊とフランクリン国の指導者ジョン・セビアが指揮する部隊との間に戦闘が起きた。
ジョンソンシティの町は1856年にヘンリー・ジョンソンが「ジョンソンのデポ」と呼ぶ鉄道駅として設立し、中心街で3つの路線が交差したので、アメリカ合衆国南東部の鉄道主要中心となった。19世紀後半と20世紀初期、狭軌の東テネシー・西ノースカロライナ鉄道（綽名は「トウィーツィー」）と標準軌のクリンチフィールド鉄道が、市内に本社を置いた。どちらの鉄道もブルーリッジ山脈の景色が良い場所に観光列車を走らせ、鉄道建設の素晴らしさを誇っていた。さらにサザン鉄道（現在のノーフォーク・サザン鉄道）も市内を通っている。
南北戦争のとき、アメリカ連合国上院議員ランドン・カーター・ヘインズに因み、町の名前が短期間だがヘインズビルに変えられた。戦後すぐにジョンソンシティに戻され、1869年に正式に法人化された。ヘンリー・ジョンソンが1870年1月3日に初代市長に選出された。町は1870年から1890年まで、鉄道と鉱業が栄えたので急速に成長した。しかし、1893年の全国的な不況が起こり、多くの鉄道会社が破綻した。例えば、クリンチフィールド鉄道の前身であるチャールストン・シンシナティ・アンド・シカゴ鉄道、いわゆる「3C鉄道」が破綻した。その後の金融危機によりジョンソンシティの好況が止まった。
1901年、傷痍志願軍人国立の家山岳支部（現在はアメリカ合衆国退役軍人局医療センターと国立墓地）である山の家が、ウォルター・P・ブラウンローの提案したアメリカ合衆国議会の法によって創設された。その広さ450エーカー (1.8 km2) ある敷地の建設は、南北戦争の傷痍軍人のために設計されており、300万ドルを掛けて1903年に完成した。その施設の完成に先駆けて、町全体の評価額が75万ドルとされた。1911年に東テネシー州立師範学校が承認され、そのキャンパスは国立軍人の家の真向かいに置かれた。ジョンソンシティは急速な成長を始め、1930年にはテネシー州で5番目に大きな町になっていた。
隣接するブリストルの町と共に、ジョンソンシティはオールドタイム・ミュージックの揺籃として知られている。1928年にジョンソンシティ・セッションと呼ばれたコロムビア・レコードの録音セッションが開かれた。地元出身の"フィドリン・チャーリー"・ボウマンがこれらのセッションを通じて国民的スターになった。中心街の泉の広場地域はブラインド・レモン・ジェファーソンなど、地元や旅の芸人が演奏する会場になった。
1920年代と禁酒法の時代、アパラチア山脈の密造酒醸造活動との結びつきが強く、「リトル・シカゴ」という綽名を貰った。この時代にシカゴのギャング、アル・カポネが展開した配送拠点の1つだったという話もある。カポネはアメリカ合衆国南部で密造酒の組織化された流通ネットワークを持っていた。山中の醸造者から商品を北部の都市に運び出した。地元の伝承では、現在アメリカ合衆国国家歴史登録財に指定されている贅沢な共同住宅モントローズ・コートにカポネが一時的に住んでいたとされている。
ジョンソンシティはトラビス・トリットの『現代のボニーとクライド』という歌とビデオに登場するが、州間高速道路95号線の北で転がる」というフレーズは事実とは異なり、ジョンソンシティの近くでは州間高速道路81号線と同26号線が交差している。バンドのオールド・クロウ・メディスン・ショーによる歌『荷車の輪』では、「ロアノークの南に歩いて行くと、フィリーからのトラック運転手を捕まえると素敵な長いマリファナを持っていた。しかし彼はカンバーランド・ギャップから西のテネシー州ジョンソンシティに行くところだった」と歌っている。
ジョンソンシティは長年、旅のサーカスやその他移動して行う事業が町で興行を行わないよう、カーニバルショーに市の「特別税」を課していた。商人がその商品への注意を引くために太鼓を使うことが禁じられている。市の法典第6章第106項、いわゆる「バーニー・ファイフ」条例では、市の警察が、いかなる暴動、無法の集会あるいは平和の破壊を妨げ、鎮める際に、逮捕を助けるのが必要であればできるだけ多くの市民の自発的援助を求める権限を持っている。

## 市政府
ジョンソンシティは5人の委員による市政員会が統治している。委員の中から1人の市長と1人の副市長を互選している。委員会は市マネジャーを指名して日々の管理を行わせている。

## 地理

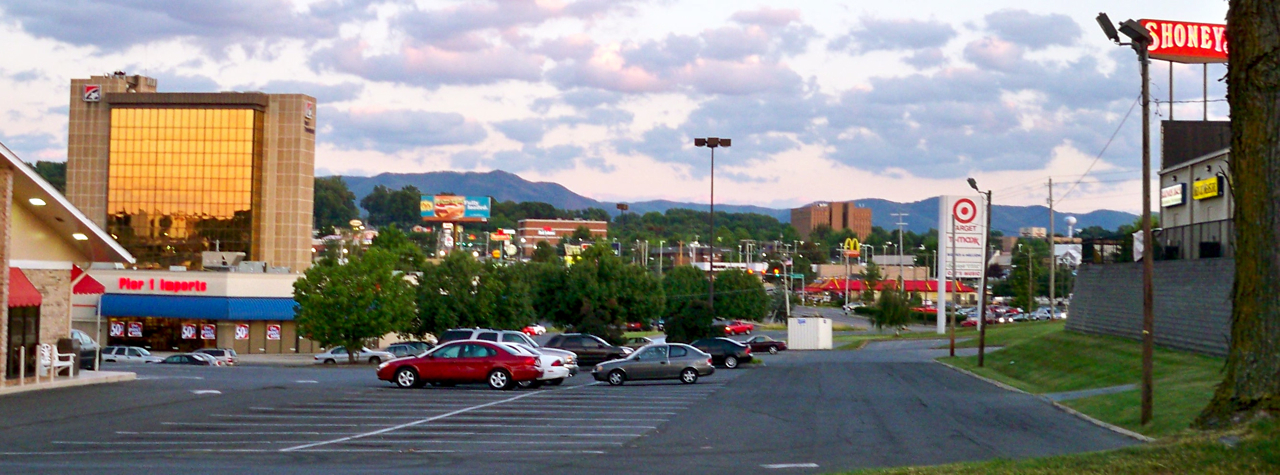
ジョンソンシティ・ミッドタウンの風景

ジョンソンシティは北緯36度20分 西経82度22分 / 北緯36.333度 西経82.367度 (36.3354, -82.3728)に位置している。市の南東はエリザベストン市と境を接している。また北の州間高速道路26号線沿いにはキングスポートと接し、東のアメリカ国道11号線東沿いにはブラフシティと接している。
アメリカ合衆国国勢調査局に拠れば、市域全面積は39.6平方マイル (102.5 km2)であり、このうち陸地39.3平方マイル (101.7 km2)、水域は0.3平方マイル (0.8 km2)で水域率は0.78%である。
ジョンソンシティのある地域を囲む険しい山並み、うねりのある丘陵と谷はアパラチア山脈のリッジ・アンド・バレー地帯であり、ブルーリッジ山脈からはすぐ西にある。標高1,800メートルを超えるローン山が市の東約32キロメートルにある。標高820メートルを超える尾根のバッファロー山は市の南の市立公園がある。テネシー川流域開発公社がホルストン川とワトーガ川に造った貯水池のブーン湖の一部が市域に入っている。
ノリチャッキー川が市の南側に向かって近接して流れている。アーウィンに近いノースカロライナ州境からこの川が流れてきており、急流下りやカヤックを楽しむことができる。

## 気候
| ジョンソンシティの気候 | ジョンソンシティの気候 | ジョンソンシティの気候 | ジョンソンシティの気候 | ジョンソンシティの気候 | ジョンソンシティの気候 | ジョンソンシティの気候 | ジョンソンシティの気候 | ジョンソンシティの気候 | ジョンソンシティの気候 | ジョンソンシティの気候 | ジョンソンシティの気候 | ジョンソンシティの気候 | ジョンソンシティの気候 |
| 月                     | 1月                    | 2月                    | 3月                    | 4月                    | 5月                    | 6月                    | 7月                    | 8月                    | 9月                    | 10月                   | 11月                   | 12月                   | 年                     |
| ---------------------- | ---------------------- | ---------------------- | ---------------------- | ---------------------- | ---------------------- | ---------------------- | ---------------------- | ---------------------- | ---------------------- | ---------------------- | ---------------------- | ---------------------- | ---------------------- |
| 最高気温記録 °F （°C） | 78 (26)                | 80 (27)                | 83 (28)                | 89 (32)                | 91 (33)                | 96 (36)                | 99 (37)                | 99 (37)                | 97 (36)                | 90 (32)                | 84 (29)                | 76 (24)                | 99 (37)                |
| 平均最高気温 °F （°C） | 45 (7)                 | 50 (10)                | 59 (15)                | 68 (20)                | 76 (24)                | 83 (28)                | 86 (30)                | 85 (29)                | 79 (26)                | 69 (21)                | 59 (15)                | 48 (9)                 | 67.3 (19.5)            |
| 平均最低気温 °F （°C） | 25 (−4)                | 28 (−2)                | 34 (1)                 | 42 (6)                 | 51 (11)                | 60 (16)                | 64 (18)                | 63 (17)                | 55 (13)                | 44 (7)                 | 35 (2)                 | 28 (−2)                | 44.1 (6.9)             |
| 最低気温記録 °F （°C） | −21 (−29)              | −12 (−24)              | −1 (−18)               | 20 (−7)                | 28 (−2)                | 39 (4)                 | 46 (8)                 | 43 (6)                 | 34 (1)                 | 22 (−6)                | 13 (−11)               | −9 (−23)               | −21 (−29)              |
| 降水量 inch （mm）     | 3.42 (86.9)            | 3.69 (93.7)            | 3.59 (91.2)            | 3.50 (88.9)            | 4.44 (112.8)           | 4.56 (115.8)           | 5.44 (138.2)           | 4.15 (105.4)           | 3.03 (77)              | 2.44 (62)              | 3.34 (84.8)            | 3.62 (91.9)            | 45.22 (1,148.6)        |
| 降雪量 inch （cm）     | 5.2 (13.2)             | 4.2 (10.7)             | 2.3 (5.8)              | 0.4 (1)                | 0 (0)                  | 0 (0)                  | 0 (0)                  | 0 (0)                  | 0 (0)                  | 0 (0)                  | 0.9 (2.3)              | 2.6 (6.6)              | 15.6 (39.6)            |
| % 湿度                 | 59.0                   | 71.5                   | 69.0                   | 67.0                   | 69.5                   | 73.0                   | 75.0                   | 76.5                   | 76.5                   | 74.0                   | 68.5                   | 69.5                   | 74.0                   |
| 出典1：                |                        |                        |                        |                        |                        |                        |                        |                        |                        |                        |                        |                        |                        |
| 出典2：                |                        |                        |                        |                        |                        |                        |                        |                        |                        |                        |                        |                        |                        |

## 人口動態
以下は2000年国勢調査による人口統計データである。
| 基礎データ - 人口: 55,469 人 - 世帯数: 23,720 世帯 - 家族数: 14,018 家族 - 人口密度: 545.4人/km2（1,412.4 人/mi2） - 住居数: 25,730 軒 - 住居密度: 253.0軒/km2（655.1軒/mi2） 人種別人口構成 - 白人: 90.09% - アフリカン・アメリカン: 6.40% - ネイティブ・アメリカン: 0.26% - アジア人: 1.22% - 太平洋諸島系: 0.02% - その他の人種: 0.69% - 混血: 1.32% - ヒスパニック・ラテン系: 1.89% 年齢別人口構成 - 18歳未満: 19.8% - 18-24歳: 13.7% - 25-44歳: 28.1% - 45-64歳: 22.5% - 65歳以上: 15.9% - 年齢の中央値: 37歳 - 性比（女性100人あたり男性の人口） - 総人口: 91.1 - 18歳以上: 88.0 | 世帯と家族（対世帯数） - 18歳未満の子供がいる: 25.0% - 結婚・同居している夫婦: 44.1% - 未婚・離婚・死別女性が世帯主: 11.6% - 非家族世帯: 40.9% - 単身世帯: 33.9% - 65歳以上の老人1人暮らし: 11.5% - 平均構成人数 - 世帯: 2.20人 - 家族: 2.82人 収入と家計 - 収入の中央値 - 世帯: 30,835米ドル - 家族: 40,977米ドル - 性別 - 男性: 31,326米ドル - 女性: 22,150米ドル - 人口1人あたり収入: 20,364米ドル - 貧困線以下 - 対人口: 15.9% - 対家族数: 11.4% - 18歳未満: 18.9% - 65歳以上: 12.7% |

## 交通

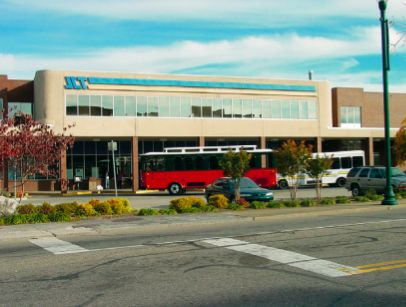
ジョンソンシティ中心街の交通センター

ジョンソンシティからは、サリバン郡にあるトリシティーズ地域空港（IATAコード: TRI）と、ウォータガにあるジョンソンシティ空港（OA4）を利用できる。

### 州間高速道路
- 州間高速道路26号線
- 州間高速道路81号線

ジョンソンシティは州間高速道路26号線に二分され、北のキングスポートと、南のノースカロライナ州アシュビルおよびサウスカロライナ州スパータンバーグと繋いでいる。この26号線と市域の北数マイルで交差する州間高速道路81号線も利用でき、西のノックスビルと北東のブリストルとを繋いでいる。

### 国道と州道
- アメリカ国道19号線西、市内を南北に通り、一部は州間高速道路26号線となり、ブラフシティ近くで19号線東と合流し、ブリストルに向かう
- アメリカ国道11E号線東、西のジョーンズボロやグリーンビルと接続する。11号線西と合流して東のブリストルに向かい、バージニア州ロアノークに向かう。市内では幹線道のノースローン通りとなる
- アメリカ国道321号線、一部は11号線東に重なる。エリザベストンと高速自動車専用道で繋ぎ、ノースカロライナ州ヒッコリーやガストニアに繋ぐ
- アメリカ国道23号線、ノースカロライナ州から州間高速道路26号線に合流して入り、市内を抜けてキングスポートに至る

### 公共交通
ジョンソンシティ交通が市内のバス便を運行しており、その中にはローン通りを15分ごとに走るものもある。交通センターは中心街のウェストマーケット通り沿いにあり、グレイハンドとの乗り換えもできる。東テネシー州立大学キャンパスに行くバックショットも運営している。

## 教育

### 高等教育機関
- 東テネシー州立大学、学生数約16,000人、幼稚園から12年生を教える約540人の実験学校である付属学校もある[25]。国内では年間を通して教育計画をもった実験学校として初のものになった[26]
- ミリガン・カレッジ、カーター郡の市域外にあり、学生数1,200人、大学と大学院がある
- 北東州立コミュニティカレッジ、新しくサテライト教育校として中心街で改修中[27]
- タスカラム・カレッジとITT工科大学はジョンソンシティの北部、ブーンズ・クリーク地域にセンターがある

### 私立学校
- アシュレー・アカデミー、幼稚園前から8年生
- セントメアリーズ学校、幼稚園から8年生
- プロビデンス・アカデミー、幼稚園から12年生
- トリシティーズ・クリスチャン学校、幼稚園前から12年生

### ジョンソンシティ教育学区
小学校

| - チェロキー小学校 - フェアモント小学校 - レイクリッジ小学校 - マウントビュー小学校 | - ノースサイド小学校 - サウスサイド小学校 - タウンエーカーズ小学校 - ウッドランド小学校 |  |

中学校
- インディアントレイル中学校
- リバティベル中学校

高校
- サイエンスヒル高校

## 経済

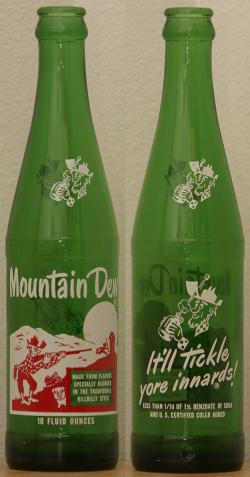
マウンテンデュージョンソンシティに起源がある

市内に東テネシー州立大学や「医療・工学」回廊があることで地域経済の中心になっている。その中にはフランクリン・ウッズ・コミュニティ病院、サラトガ・テクノロジーズ, Inc.、東テネシー州立大学の薬学ガットン・カレッジと医学クィレン・カレッジがある。
雑誌「フォーブス」では全米で「事業とキャリアのための小さな場所」リストの第35位に挙げられた。雑誌「ブラック・エンタープライズ」では、気候、高品質の医療、適当な価格の住宅によって、「黒人が引退する最良の場所」第8位に挙げられていた。出版社「キップリンガー」では、全米で生活費の安い都市10傑」の5位になっていた。これには生活費が安く、入手可能な家、平均以下の光熱費、交通費、医療費が貢献していた。
人気のあるレモン入りソーダ水「マウンテンデュー」はジョンソンシティに起源がある。2012年7月、ペプシコが、新しい麦芽の香りをつけた飲料を、ジョンソンシティに因んで「マウンテンデュー・ジョンソンシティ・ゴールド」と名付けると発表した。この飲料はシカゴ大都市圏やコロラド州デンバー、ノースカロライナ州シャーロットで、8月下旬から試験販売された。

### 市内に本社を置く大手企業
- アメリカン・ウォーター・ヒーター・カンパニー（A・O・スミスCorp.が所有）
- RR ドネリー（シカゴに執行事務所）
- カンテック・インダストリーズ
- ジェネラル・シェール・ブリックLLC
- マリカン・フローリング
- NN, Inc.
- TPI コーポレーション

| ジョンソンシティの主要雇用主                 | ジョンソンシティの主要雇用主 |
| -------------------------------------------- | ---------------------------- |
| マウンテンステイツ・ヘルス・アライアンス     | 3541                         |
| 東テネシー州立大学                           | 1990                         |
| シティ・コマース・ソリューションズ           | 1700                         |
| ワシントン郡教育学区                         | 1275                         |
| ジェイムズ・H・クィレン VA 医療センター      | 1259                         |
| アメリカン・ウォーター・ヒーター・カンパニー | 1194                         |
| AT&T モビリティ（元シンギュラー）            | 1000                         |

## 病院
ジョンソンシティは北東テネシー州と南西バージニア州、さらにはノースカロライナ州西部やケンタッキー州を合わせて、地域の医療中心となっている。トリシティーズ地域には2つの総合病院があるが、ジョンソンシティにはマウンテンステイツ・ヘルス・アライアンスがあるだけである。
レベル1救急センターに指定されるジョンソンシティ医療センターは、テネシー州が運営し、マウンテンステイツ・ヘルス・アライアンスの旗艦施設である。セントジュード子供研究病院の国内系列施設であるニスワンガー子供病院や、精神科と薬物依存症施設であるウッドリッジ病院も系列にある。
フランクリン・ウッズ・コミュニティ病院はジョンソンシティ北部にある環境性能評価システム認定の施設である。2010年7月12日にオープンした「グリーン」の病院は、メドテック・パーク内部のウェルネス・センターに隣接した敷地25エーカー (100,000 m2) に床面積24万平方フィート (22,000 m2) の建物がある。80の免許ベッドと22室の救急部が入っている。免許ベッドのうち20床は女性と子供に宛てられている。
ジェイムズ・H・セシル・C・クィリン・リハビリテーション病院もジョンソンシティ北部にあり、脳卒中や脳脊椎損傷など消耗性外傷を患った患者を扱っている。
さらにジェイムズ・H・クィリン VA 医療センターがジョンソンシティ南部のマウンテン・ホーム・コミュニティにあり、4州の退役兵に対応している。このセンターは東テネシー州立大学医療カレッジと密接にかかわっている。

## 文化

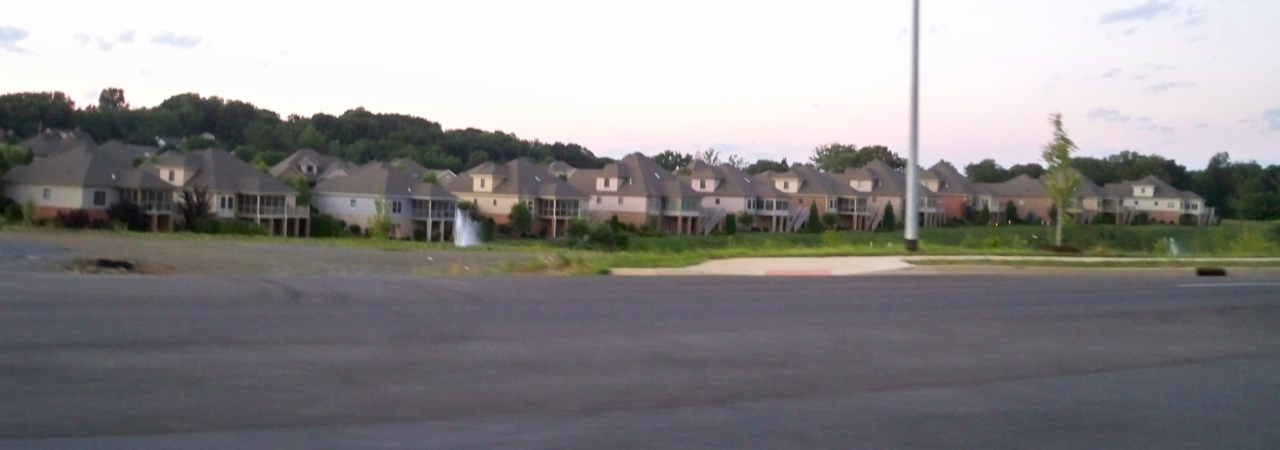
ジョンソンシティ北部の集合住宅開発

### 博物館
ハンズオン!博物館がジョンソンシティ中心街にあり、対話型展示室があって、地元学校の見学にも使われている。
ジェネラル・シェール・ブリック本社はジョンソンシティ北部とブーンズ・クリークの間にあり、古代都市ジェリコで見つかった1万年前のレンガ見本など、歴史的に重要なレンガの収集品を展示する博物館がある。
ティプトン・ヘインズ州立歴史史跡が市の南部にある。博物館と教育センターの他に、アパラチア山脈の伝統的農業や工芸を保存し共有するための建物11棟がある。この史跡では毎年ブルーグラスとソルガム作り祭があり、また休日や夏にはその他の行事もある。

### 祭
リトル・シカゴ・ブルース祭は、伝説的禁酒法時代の潜り酒場や鉄道の栄光の時代を祝う毎年の祭りである。アメリカーナとブルーグラス音楽の地域中心である歴史的ダウンホームで開催されている。パブリック・ラジオの系列にあるWETS-FMの資金集めにもなっている。
ユモジャ・ユニティ祭は毎年ジョンソンシティ中心街で開催されている。1978年に始まり、スワヒリ語の「ユモジャ」は統一を意味し、市内の多様な社会に焦点を当てて、アフリカ系アメリカ人とラテン系の文化を強調している。中心街の祭りには音楽の演奏や食事と工芸品の屋台が出る。
ブルー・プラム祭は中心街屋外で開かれるフリーアートと音楽の祭りである。毎年、地元や全国に知られた音楽家が、特にブルーグラス、フォーク、アメリカーナなどの分野で演奏を行う。ブルー・プラム・アニメーション祭はこの祭りと東テネシー州立大学との連携で開催されている。ディビジョンIの自転車競技、サノフィ・アベンティス・クリテリウムも併催される。
中心街ショッピング地区では毎月「第1金曜日」の芸術と音楽ぶらり歩きがある。新しい芸術家を大衆に紹介するためにネルソン・ファイン・アートで始まり、地区全体に広がった。歩行者天国、レストラン特別料理、画廊のレセプション、ショッピング特売などが出る。

### ショッピング
4州地域の中心としてジョンソンシティには様々な小売業があり、全国的に知られたチェーン店から地元ブティックや画廊などがある。
モール・アット・ジョンソンシティが市内唯一の屋内がショッピングセンターである。近年カリフォルニア州基盤のフォーレバー21がこのモールの上層階にオープンし、2010年遅くにはイクスプレスもオープンした。近くにあるターゲット・センターにはターゲット・コーポレーション、TJ Maxx、ブックス・ア・ミリオン、ピア・ワンも入っている。
新しい小売業開発の多くはジョンソンシティ北部である。ステイト・オブ・フランクリン道路、ジョンソンシティ・クロッシングがこれら開発の中でも大型である。このハイウェイの反対側には、コールズ、ロウズ、サムズ・クラブ、バーンズ・アンド・ノーブルなどがある。
中心街は画廊、ブティック、アンティーク店などが増えて小売業が増加している。長くある企業としてはメインストリート・アンティークとマーカンタイル、キャンベルの漏れる・ミュージック、ネルソン・ファインアート、マセンジルのスペシャルティショップがある。中心街にはアシュビルが本拠のレストラン、テュペロ・ハニー・カフェが2014年にレストランをオープンさせる予定である。

## メディア

### 印刷物
北東テネシー州地域では3大日刊紙の1つ「ジョンソンシティ・プレス」が発行されている。

「ザ・ローファー」はトリシティーズ地域の無料週刊代替芸術と娯楽の雑誌である。

「ジョンソンシティ・ニューズ・アンド・ニーバー」は無料週刊コミュニティ新聞である。

「ビジネス・ジャーナル・オブ・トリシティーズ」はジョンソンシティを本拠にしている地域最大のビジネス雑誌である。

### テレビ
CBS系列のWJHL-TVが市内で免許を得ている。トリシティーズ指定テレビ市場に入っている。

### ラジオ
ジョンソンシティ・キングスポート・ブリストル・アービトロン・ラジオ市場に入っている。東テネシー州立大学キャンパスにあるWETS-FMが地域のパブリック・ラジオ系列局である。他にもAM、FM各1局が市内で免許を得ている。東テネシー州立大学には学生が運営するラジオ局もある。

## 著名な出身者
- リオン・テイラー、ザ・ベンチャーズのメンバー、ドラマー
- デビッド・キャッシュ、プロレスラー
- ケニー・チェズニー、歌手、東テネシー州立大学卒[44]

## 見どころ
- 東テネシー州立大学樹木園
- トマス・スタジアム
- エマヌエル宗教学校
- ロッキーマウント博物館
- ティプトン・ヘインズ州立歴史史跡
- モントローズ・コート
- モール・アット・ジョンソンシティ
- ジョンソンシティ空港
- トリシティーズ地域空港
- ワトーガ川
- ブーン湖
- グレイ化石史跡